# 례산구
례산구(한국어: 열산구, 중국어: 烈山区, 병음: Lièshān Qū)는 중화인민공화국 안후이성 화이베이 시의 현급 행정구역이다. 넓이는 58km2이고, 인구는 2007년 기준으로 340,000명이다.

## 행정 구역
5개 가도, 3개 진을 관할한다.
- 가도변사소: 临海童街道, 前岭街道, 百善街道, 任楼街道, 杨庄街道.
- 진: 烈山镇, 宋疃镇, 古饶镇.